# Maigret stellt eine Falle
Maigret stellt eine Falle (französisch: Maigret tend un piège) ist ein Kriminalroman des belgischen Schriftstellers Georges Simenon. Er ist der 48. Roman einer Reihe von insgesamt 75 Romanen und 28 Erzählungen um den Kriminalkommissar Maigret. Der Roman entstand vom 5. bis 12. Juli 1955 in Mougins und erschien im Oktober desselben Jahres im Verlag Presses de la Cité. Die erste deutsche Übersetzung von Hansjürgen Wille und Barbara Klau publizierte 1958 Kiepenheuer & Witsch. 1985 veröffentlichte der Diogenes Verlag eine Neuübersetzung von Angela von Hagen.
Eine Serie von Frauenmorden erschüttert Paris. Trotz großen Drucks der Öffentlichkeit bleiben die polizeilichen Ermittlungen ohne Ergebnis. Da bringt ein Gespräch mit einem befreundeten Psychiater Kommissar Maigret auf eine unkonventionelle Idee: Er stellt dem Mörder eine Falle.

## Inhalt

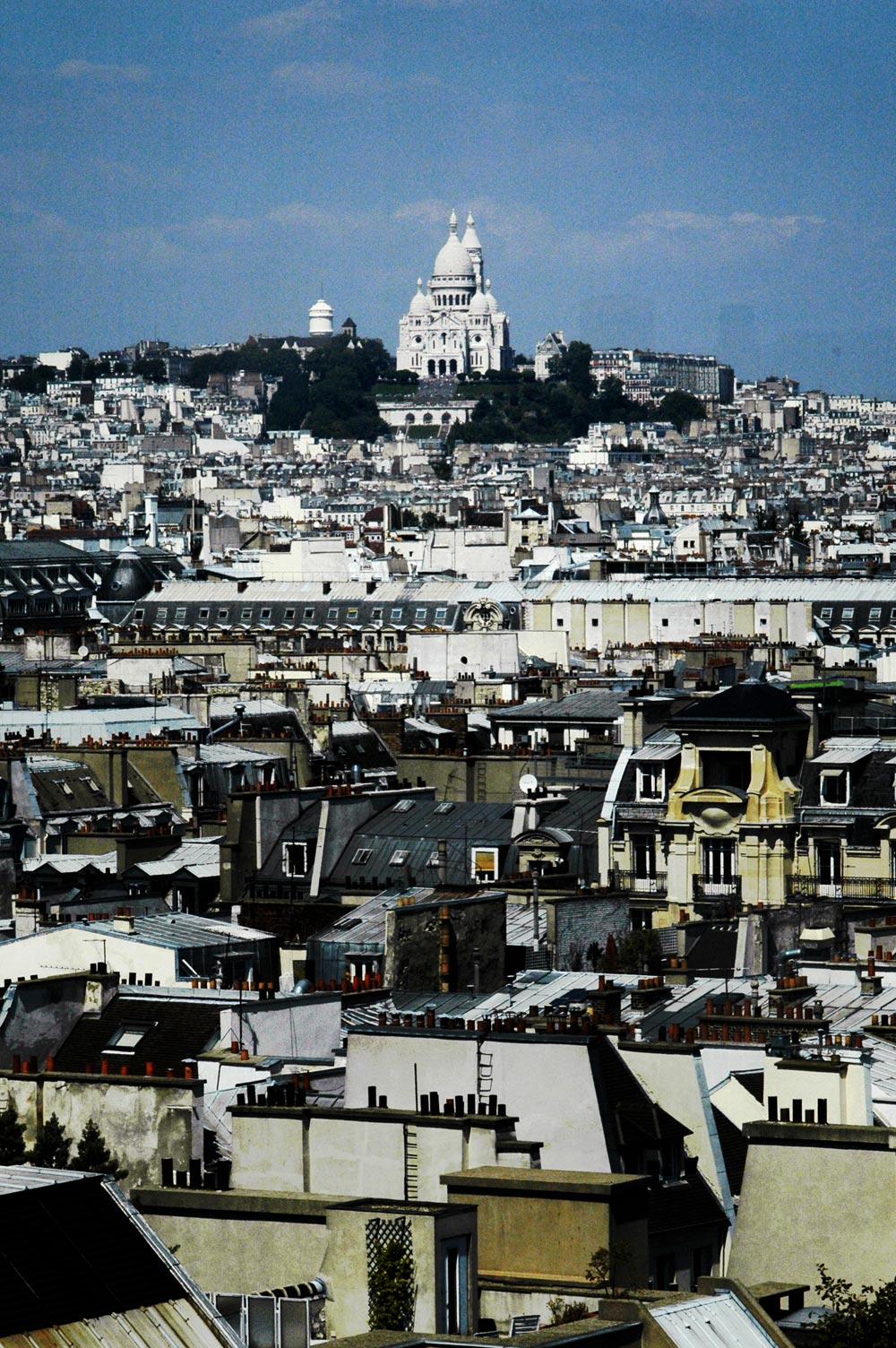
Blick auf Montmartre und Sacré-Cœur

Es ist ein drückend heißer August in Paris. Bereits seit einem halben Jahr versetzt eine Mordserie die Stadt in Schrecken. Alle Morde geschahen im 18. Arrondissement am Montmartre. Alle Opfer sind weiblich, stammen aber aus unterschiedlichen Altersgruppen und Bevölkerungsschichten, und lediglich ihre Korpulenz ist ihnen gemein. Der Täter erstach die Frauen, zerfetzte ihre Kleider, jedoch ohne sie zu vergewaltigen oder etwas zu stehlen. Trotz intensiver Ermittlungen fehlt der Pariser Kriminalpolizei, die von Vertretern der Presse belagert wird, bislang jede Spur.
Bei seinem Freund Dr. Pardon lernt Maigret Professor Tissot kennen, den berühmten Direktor der psychiatrischen Klinik Saint-Anne, mit dem er sich einig ist, dass die meisten Verbrechen auf übersteigertes Geltungsbedürfnis und gekränkten Stolz der Täter zurückzuführen seien. Der Gedankenaustausch bringt den Kommissar auf die Idee, dem Serienmörder eine Falle zu stellen. Zum Schein lässt er Pierre Mazet, einen ehemaligen Mitarbeiter, der kürzlich aus den französischen Kolonien zurückgekehrt ist, am Quai des Orfèvres vorführen und spielt den versammelten Reportern eines seiner berüchtigten langen Verhöre vor. Erwartungsgemäß verbreitet sich das Gerücht, der Frauenmörder sei gefasst, in der Stadt. Maigret hofft, damit den wahren Täter an seinem Stolz zu packen und zu einer Aktion zu verleiten. Das 18. Arrondissement wird von allen verfügbaren Beamten in Zivil überwacht, während weibliche Freiwillige, die dem Typus der bisherigen Opfer entsprechen, als Köder fungieren.
Tatsächlich kommt es in der Nacht zu einer Attacke auf Marthe Jusserand, eine junge Polizistin, die sich mit ihren Judokenntnissen des Angreifers erwehrt. Dieser kann zwar entkommen, doch er verliert bei seiner Flucht einen Knopf seines Anzugs. Der seltene englische Stoff führt die Kriminalpolizei schnell auf die Fährte von Marcel Moncin, einem Innenarchitekten, der am Boulevard Saint-Germain lebt, jedoch ursprünglich aus dem Viertel Montmartre stammt, wo er noch immer regelmäßig seine Mutter besucht. Nicht nur Moncin nimmt seine Verhaftung mit Gelassenheit hin, auch seine Frau und Mutter lassen die gegen ihn erhobenen Vorwürfe kalt. Während sich die Ehefrau Yvonne Moncin äußerlich ungerührt und freundlich zeigt, erweist sich die verwitwete Mutter als dominante Persönlichkeit, die ihren geliebten Sohn am liebsten eigenhändig aus dem Gefängnis heraushauen möchte.
Obwohl alle Verdachtsmomente auf den inhaftierten Moncin deuten, kommt es in der Nacht zu einem weiteren Mord. Das Opfer ist ein 19-jähriges Dienstmädchen namens Jeanine Laurent. Maigret, der mit Moncins Verhaftung den Fall abgeschlossen wähnte, begreift erst jetzt die Zusammenhänge. Moncin wuchs im Schatten seiner Mutter auf, die ihn vergötterte, ihn sich aber niemals frei entfalten ließ. Dieselbe Rolle spielte später die von der Mutter ausgesuchte Ehefrau. Moncin war eine zu schwache Persönlichkeit, als dass er es jemals wagte, sich aus der Umklammerung der beiden Frauen zu befreien. Stattdessen brach sich sein Hass auf Mutter und Ehefrau in den Morden an fremden, ihnen äußerlich ähnelnden Frauen Bahn. Die Liebe beider Frauen geht so weit, dass sie Moncin auch noch nach seiner Enttarnung als Mörder beschützen wollen, und beide nehmen mit Stolz den Mord am Dienstmädchen auf sich. Doch als Maigret die Details des Verbrechens erfragt, kann nur Yvonne antworten, die den fünf Morden ihres Mannes einen sechsten hinzufügte, um den Verdacht von ihm abzulenken.

## Interpretation
Maigret stellt eine Falle war der erste Maigret-Roman, den Simenon nach seiner Rückkehr aus den Vereinigten Staaten nach Frankreich schrieb. Es blieb der einzige Roman, der in Mougins entstand, bevor sich Simenon für einige Zeit in Cannes niederließ und anschließend in die Schweiz zog, wo der Rest der Serie in Echandens und Epalinges entstand. Fenton Bresler merkt dem Roman nicht an, dass er 5000 Kilometer entfernt und unter ganz anderen Lebensumständen entstand als sein Vorgänger Maigret und die kopflose Leiche, der von einem ähnlich grausamen Verbrechen handelt. Für Murielle Wenger markiert Maigret stellt eine Falle allerdings einen „Wendepunkt“ in der Maigret-Serie, von dem aus an die späten Romane mehr und mehr die Fragen des Autors nach der Natur des Menschen, nach Verantwortlichkeit und Schicksal stellen. Bereits aus den Titeln vieler der folgenden Romane wie Maigret erlebt eine Niederlage, Maigret hat Skrupel, Maigrets Geständnis sprechen Maigrets Zweifel an seinem Beruf und seine zunehmenden Fragen nach der Gerechtigkeit.
Jérôme Devémy sieht in dem Serienmord des Romans kein „typisches Maigret-Verbrechen“. Die Ungewöhnlichkeit des Verbrechens gehe einher mit einem Unbehagen Maigrets während der ersten Romanhälfte. Die Vielzahl der Opfer mache ihm sein übliches Vorgehen unmöglich, sich über das Kennenlernen der Opfer in die Tat einzufühlen. Irene Beissmann beschreibt den literarischen Kunstgriff des Romans, mit der Verhaftung direkt in medias res einzusteigen und anscheinend den Abschluss einer laufenden Ermittlung zu präsentieren. Erst durch eine erzählerische Rückblende wird die Verhaftung als Finte entlarvt. Im ersten Kapitel stehen die Journalisten im Mittelpunkt, die aus dem Verhalten des Kommissars die Fakten abzuleiten versuchen. Die Beschreibung ihrer Arbeit erinnert Wenger an Simenons eigene Vergangenheit als junger Polizeireporter bei der Gazette de Liège. Immer wieder hat Simenon später gerade in seinen Maigret-Romanen Figuren aus dem Journalisten-Milieu eingebaut. Stanley G. Eskin verweist hingegen auf eine „künstlerische Dekadenz als Hintergrund eines Verbrechens“, da sich der Serienmörder als Maler „trister“ und „makabrer“ Bilder entpuppe; ein Thema, das bereits einen der ganz frühen Maigret-Romane Maigret und der Gehängte von Saint-Pholien bestimmt hatte.
Eskin nennt Maigret stellt eine Falle „den ‚psychologischsten‘ aller Maigret-Romane“, da nicht nur das Motiv des Mörders ein psychologisches sei, sondern auch Maigrets Vorgehen bei seiner Ergreifung auf psychologischen Erkenntnissen basiere. Lucille F. Becker betont allerdings die Verallgemeinerungen, die typisch für die pseudo-medizinischen und pseudo-psychologischen Diskussionen in den Maigret-Romanen seien, die gewöhnlich zwischen dem Kommissar und Dr. Pardon stattfinden. In Maigret stellt eine Falle spielt diese Rolle der Wortwechsel zwischen Maigret und Professor Tissot, in dem beider Sicht auf den Menschen zum Ausdruck kommt. Dabei zeigt Maigret sein fortgesetztes Bemühen, auch jene Menschen zu verstehen, die die Schranke zum Verbrecher überschritten haben. So beschwört er den Mörder in einem Verhör: „Für mich bleiben Sie ein menschliches Wesen. Verstehen Sie denn nicht, was es genau ist, das ich gerade bei Ihnen zu erwecken suche: den kleinen menschlichen Funken?“ Und er bleibt auch nach der Festnahme Moncins lange unzufrieden, da es ihm nicht genügt, einen Verbrecher aus dem Verkehr gezogen zu haben. Er muss stets auch an den Punkt gelangen, an dem er ihn zu verstehen gelernt hat.
Becker weist allerdings darauf hin, dass Simenons Maxime „Verstehen ohne zu richten“ durchaus nicht allen Figuren gleichermaßen zuteil werde. So fühle der Kommissar zwar Empathie für den Serienmörder, nicht aber für seine Mutter, die er für die Ursache von dessen Verbrechen hält und der er den ganzen Fall hindurch feindselig begegnet. Allgemein sei Maigrets Mitleid und Verständnis zwischen den Geschlechtern vielfach ungleich verteilt, und der Typ des unter einer dominanten Mutter leidenden Mannes bilde einen häufigen Topos in Simenons Werken. Die Ironie von Maigret stellt eine Falle liege darin, dass es dem Täter, der durch Ersatzhandlungen seinen Hass auf Mutter und Ehefrau abreagiere, nicht gelinge, sich dadurch von deren Dominanz zu befreien. Im Gegenteil zeigen sich beide fähig, seine Morde nachzuahmen, um ihn zu beschützen und weiterhin unter ihrem Einfluss zu halten. Im Ringen zwischen Schwiegermutter und Schwiegertochter um den von beiden vergötterten Mann trage die Letztere durch die Ausführung der Tat den entscheidenden Sieg davon.

## Rezeption
Das amerikanische Magazin Newsweek beschrieb die Aktionen des Kommissars in Maigret stellt eine Falle: „Er ordert Bier, stopft seine Pfeife, lümmelt herum, während er über die Motive grübelt, mault über moderne Kunst, stellt eine heikle Falle und erkennt (wie immer), dass er seinen Mann nicht hat, solange er die Psychologie des Täters nicht versteht.“ Insgesamt sei der Roman „eine von Georges Simenons milderen Affären“, „so vertraut und unansehnlich wie ein Regenmantel gleichen Alters“. Publishers Weekly bewertete den Roman hingegen als „sehr guten Maigret mit Einsicht und Spannung“. Die ironische Frage des Romans sei: „Wie weit wird eine neurotische Frau gehen, um ihren psychotischen Mann zu beschützen?“ Nick Rennison und Richard Shephard ordneten die englische Übersetzung Maigret Sets a Trap unter eine Liste von 100 Kriminalromanen ein, die man unbedingt gelesen haben müsse.
Im Rahmen seines Maigret-Marathons rief Tilman Spreckelsen aus: „Herrscher des Himmels, wenn über einen der Maigret-Romane die Zeit gründlich hinweggegangen ist, dann über diesen. Was uns hier als irgendwie wissenschaftlich abgesichertes Psychogramm eines irren Mörders serviert wird, ist doch ziemlich abgeschmackt“. Anders als von der Maigret-Lektüre her gewohnt, sei in diesem Roman „von allem etwas zuviel“. Für Oliver Hahn von maigret.de gehörte der Roman, der dem Maigret-Universum mit einem Serienmörder sowie dem verzweifelten Trick des Kommissars ungewohnte Elemente hinzufüge, dagegen zu den fünf besten Maigret-Romanen. Und auch Stanley G. Eskin ordnete Maigret stellt eine Falle unter „eine Handvoll erstklassiger Romane“ der Spätphase der Maigret-Serie ein.
Die Romanvorlage wurde insgesamt sechsmal verfilmt. Der Kinofilm von Jean Delannoy aus dem Jahr 1958 trug den deutschen Titel Kommissar Maigret stellt eine Falle. Jean Gabin spielte den Kommissar Maigret. In weiteren Rollen waren Annie Girardot, Jean Desailly und Olivier Hussenot zu sehen. Später wurde der Roman innerhalb dreier Fernsehserien verfilmt, in denen Rupert Davies (Maigret, 1962), Michael Gambon (1992) und Bruno Cremer (Maigret, 1996) die Hauptrolle übernahmen. Im Jahr 2004 folgte ein italienischer Fernsehfilm unter der Regie von Renato De Maria mit Sergio Castellitto als Kommissar. 2016 spielte Rowan Atkinson die Hauptrolle in einer britischen TV-Verfilmung von Ashley Pearce.
Im Jahr 1994 las Fred C. Siebeck für Schumm sprechende Bücher eine Hörbuchfassung ein. Zwei Jahre später produzierte das Deutschlandradio eine Hörspieladaption unter der Regie von Patrick Blank. Den Kommissar Maigret sprach Joachim Nottke. In weiteren Rollen waren Kornelia Boje, Charles Wirths, Margarete Salbach, Hubertus Gertzen, Mark-Oliver Bögel, Heinz Meier, Markus Hoffmann, Sabine Niethammer und Ernst August Schepmann zu hören. 2018 brachte der Audio Verlag eine neue Hörbuchlesung von Walter Kreye heraus.
Verschiedene Literaturwissenschaftler betonten die Nähe von Simenons Maigret stellt eine Falle zu Friedrich Dürrenmatts Kriminalroman Das Versprechen bzw. der Filmfassung Es geschah am hellichten Tag, die beide 1958 veröffentlicht wurden. Irene Beissmann benennt eine Ähnlichkeit von Täter und Motiv, dem pathologischen Verhältnis zu Frauen, wie auch dem zentralen Handlungselement, der Falle, die der Kommissar dem Mörder stellt und in der er einen „Köder“ auslegt. In beiden Romanen geht den Fällen ein Gespräch zwischen dem Kommissar und dem Leiter einer Nervenheilanstalt voraus, die beide im Täter auch ein Opfer ausmachen. Reclams Kriminalromanführer beschreibt über Dürrenmatts Versprechen kurz und bündig: „Das Plot hatte er wohl im wenige Jahre früher erschienenen Simenon-Roman Maigret tend un piège (1955) gefunden.“

## Ausgaben
- Georges Simenon: Maigret tend un piège. Presses de la Cité, Paris 1955 (Erstausgabe).
- Georges Simenon: Maigret stellt eine Falle. Übersetzung: Hansjürgen Wille, Barbara Klau. Kiepenheuer & Witsch, Köln 1958.
- Georges Simenon: Maigret stellt eine Falle. Übersetzung: Hansjürgen Wille, Barbara Klau. Heyne, München 1967.
- Georges Simenon: Maigret stellt eine Falle. Übersetzung: Angela von Hagen. Diogenes, Zürich 1985, ISBN 3-257-21374-3.
- Georges Simenon: Maigret stellt eine Falle. Sämtliche Maigret-Romane in 75 Bänden, Band 48. Übersetzung: Angela von Hagen. Diogenes, Zürich 2009, ISBN 978-3-257-23848-8.
- Georges Simenon: Maigret stellt eine Falle. Übersetzung: Hansjürgen Wille, Barbara Klau, Meike Stegkemper. Kampa, Zürich 2018, ISBN 978-3-311-13048-2.